# Ranveig Frøiland
Ranveig Hjørdis Frøiland (* 15. September 1945 in Sund; † 16. März 2020) war eine norwegische Politikerin der Arbeiderpartiet (Ap). Von Dezember 1996 bis Oktober 1997 war sie die Energieministerin ihres Landes.

## Leben
Frøiland war ab 1975 in der Kommunalpolitik aktiv. Sie saß von 1975 bis 1987 und erneut von 2007 bis 2011 im Kommunalparlament von Fjell. In den Jahren 1983 bis 1985 war sie dabei stellvertretende Bürgermeisterin der Kommune. Zwischen 1992 und 1996 sowie zwischen 1999 und 2003 diente sie als Vorsitzende der Arbeiterpartei in der damaligen Provinz Hordaland.

### Mitglied des Stortings
Im Jahr 1985 zog sie erstmals in das norwegische Parlament, das Storting, ein. Dort vertrat sie bis 2005 den Wahlkreis Hordaland und sie wurde zunächst Mitglied im Seefahrts- und Fischereiausschuss. Später saß sie unter anderem im Kirchen- und Bildungsausschuss, im Ausschuss für Energie und Industrie und im Finanzausschuss. In der Zeit zwischen Oktober 1993 und Dezember 1996 diente sie als stellvertretende Vorsitzende des Energie- und Umweltausschusses. Von März 2000 bis September 2001 fungierte sie als Vorsitzende des Ausschusses für Kirchen, Bildung und Forschung. In der Zeit zwischen Oktober 2001 und September 2005 war sie zudem Mitglied im Fraktionsvorstand ihrer Partei.

### Energieministerin
Frøiland wurde am 18. Dezember 1996 zur Ministerin für Energiethemen in der Regierung Jagland ernannt. Das Ministerium war bis zum Jahreswechsel im Wirtschafts- und Energieministerium untergebracht, anschließend war sie bis zum 17. Oktober 1997 Ministerin im erneut gegründeten Öl- und Energieministerium.
Zwischen 2006 und 2009 arbeitete sie als sogenannte Riksrevisorin, also als Leiterin des norwegischen Rechnungshofes Riksrevisjonen. Sie starb im März 2020, nachdem sie zuvor länger an einer Krebserkrankung gelitten hatte.